# Odile Cornuz
Pour les articles homonymes, voir Cornuz.
Odile Cornuz, née en 1979 à Moudon, est une scénariste et écrivaine suisse. Après plusieurs pièces de théâtre, poèmes et nouvelles, elle publie en 2022 son premier roman, Fusil. 

## Biographie
Née en 1979 à Moudon (canton de Vaud), Odile Cornuz grandit dans le canton de Neuchâtel. 
Après un premier texte publié en 1999, Le Bal des torgnoles, mis en ondes pour la radio suisse romande, lui vaut le prix Paul-Gilson en 2001. Elle bénéficie cette même année d'une résidence d’auteur au théâtre de la Comédie de Genève, au cours de laquelle elle rédige Saturnales.
Elle est depuis l'autrice de plusieurs pièces de théâtre (L'Espace, monté en 2005, Haut Vol, jouée en allemand en 2009, etc.), de livrets d'opéra (Morceau de nuit en 2011, L'Éclipse du coq en 2017), de textes radiophoniques, d'œuvres poétiques et de nouvelles. 
Auteure associée au théâtre Kléber-Méleau de Renens de 2015 à 2018, elle exerce en parallèle une activité de critique littéraire et d'animatrice d’ateliers littéraires. Sa thèse, D’une pratique médiatique à un geste littéraire : le livre d’entretien au XXe siècle, est publiée par Droz en 2016.
Elle fait paraître en 2022 son premier roman, Fusil, où elle décortique a posteriori les mécanismes du délitement d'un couple,. L'ouvrage est sélectionné pour le Prix des lecteurs 2023 de la Ville de Lausanne.

## Œuvres principales
- Le Bal des torgnoles (texte radiophonique), 2001
- Amants / Amis / Ennemis (théâtre), Londres, 2003
- Saturnale (théâtre), Comédie de Genève, 2002
- Mues à vau-l'eau (mise en scène théâtrale), La Chaux-de-Fonds, 2003
- Actes, Renaissance d'un théâtre à l'italienne, 2004
- Terminus, L'Âge d'Homme, 2005 (ISBN 2-8251-1967-9)
- Cicatrice (théâtre), Campiche, 2008
- Biseaux, Delémont, D’Autre part, 2009 (réédité en 2016), 136 p. (ISBN 978-2-940350-15-5)
- Terminus et Onze voix de plus, Lausanne, L'Âge d'Homme, Poche Suisse, 2 décembre 2013, 170 p. (ISBN 978-2-8251-4390-2)
- Pourquoi veux-tu que ça rime ?, Genève, D’Autre part, 2014, 103 p. (ISBN 978-2-940518-14-2)
- D'une pratique médiatique à un geste littéraire : Le Livre d'entretien au XXe siècle (thèse), Librairie Droz, 1er mars 2016, 372 p. (ISBN 978-2600019026)[7]
- Ma Ralentie, D’Autre part, 1er octobre 2018, 160 p. (ISBN 2940518521)
- Les Intrépides, Frontière(s) : sept pièces courtes, (sept pièces écrites par Céline Champinot, Odile Cornuz, Carole Martinez, Marie Nimier, Karoline Rose SUN, Aïko Solovkine, Alice Zeniter), Avant-scène théâtre, 2021  (ISBN 978-2-7498-1512-1)[8]
- Fusil, Éditions d'en bas, 2 septembre 2022, 80 p. (ISBN 2829006526)
- Qui n'est plus, Editions La Veilleuse, avril 2024[9]

## Récompenses
- 2001 : Prix Gilson pour Le Bal des torgnoles
- 2010 : Prix Anton Jaeger pour Biseaux
- 2019 : Prix Auguste-Bachelin pour Ma Ralentie